# B.Seehalli, Tirumakudal Narsipur
B.Seehalli là một làng thuộc tehsil Tirumakudal Narsipur, huyện Mysore, bang Karnataka, Ấn Độ.